# Мария Елизабет Баварска
Мария Елизабет Амалия Франциска Баварска (на немски: Maria Elisabeth Amalie Franziska in Bayern; * 5 май 1784, Ландсхут; † 1 юни 1849, Париж) от фамилията Вителсбахи, е принцеса от Бавария и чрез женитба княгиня на Ваграм и херцогиня на Ньошател.

## Биография
Тя е дъщеря на херцог Вилхелм Баварски (1752 – 1837) и съпругата му Мария Анна фон Пфалц-Цвайбрюкен (1753 – 1827). Сестра е на баварския крал Максимилиан I Йозеф.
За кратко тя е планувана да бъде омъжена за император Франц II.
Мария Елизабет се омъжва на 9 март 1808 г. за френския маршал Луи Бертие (1753 – 1815), княз на Ваграм, херцог на Ньошател, по желанието на Наполеон Бонапарт. Крал Максимилиан I Йозеф им дава да живеят в новата резиденция в Бамберг.
След свалянето на Наполеон двойката губи суверенното Княжество Ньошател, запазва обаче всички други почести. Нейният съпруг пада от прозорец в Бамберг и умира на 1 юни 1815 г.
Тя умира 1 юни 1849 г. в Париж, Франция на 65 години.

## Деца
Мария Елизабет и Луи Бертие имат децата:
- Наполеон Александър (1810 – 1887), княз на Ваграм

∞ 1831 Зенаида Франсоаз Клари (1812 – 1884), племенница на шведската кралица Дезире Клари
- Каролина Жозефина (1812 – 1905)

∞ 1832 Барон Алфонсе Наполеон д'Хотпул (1806 – 1889)
- Мария Анна Вилхелмина Александрина Елизабет (1816 – 1878)

∞ 1834 Жул Лебрун, дук дьо Плесанс (1811 – 1872)